# (276568) Joestübler
(276568) Joestübler ist ein im äußeren Hauptgürtel gelegener Asteroid. Er wurde am 27. September 2003 von dem österreichischen Amateurastronomen Erich Meyer an der Sternwarte Davidschlag (IAU-Code 540) entdeckt. Die Sternwarte befindet sich im Ortsteil Davidschlag der Gemeinde Kirchschlag bei Linz, Oberösterreich. Die Absolute Helligkeit des Asteroiden beträgt 16,03 mag. Der geschätzte Durchmesser ist ungefähr 3.46 KM, was sich aus einer Lichtkurvenmessung ergeben hat.
Der Asteroid wurde am 12. Januar 2017 nach dem österreichischen Amateurastronomen und ehemaligen Obmann der Kepler Sternwarte Linz Johannes Stübler (* 1. August 1958) benannt.